# Zábeštní Lhota
Zábeštní Lhota (deutsch Lhotta Sabetschny) ist eine Gemeinde in Tschechien. Sie liegt zehn Kilometer nördlich von Přerov und gehört zum Okres Přerov.

## Geographie
Zábeštní Lhota befindet sich im Tirschitzer Hügelland (Tršická pahorkatina) linksseitig über dem Tal der Říka. Südöstlich erhebt sich der Sobíšký vrch (318 m).
Nachbarorte sind Tršice im Norden, Zákřov, Lazníčky, Hýk und Hambálek im Nordosten, Lazníky und Buk im Osten, Sobíšky im Südosten, Čekyně im Süden, Lhotka im Südwesten, Nelešovice und Penčičky im Westen sowie Penčice im Nordwesten.

## Geschichte
Die Ersterwähnung des Ortes erfolgte 1397 in der Olmützer Landtafel. Das mährische Dorf war eine der zahlreichen nach dem Lhotensystem gegründeten Ortschaften, deren Siedler für einen bestimmten Zeitraum von den Abgaben und Diensten an die Obrigkeiten befreit waren. Der Name des Ortes leitet sich von der Bešť-Mühle an der Olešnice ab, an der der Weg von Penčice vorbeiführt und bedeutet "Lhota hinter dem Bešť".
Im Laufe der Jahrhunderte änderte sich die Schreibweise von "Zábištní Lhoty", "Zábešná Lhota", "Lhoty za Bestny" zu "Zábeční Lhota" und "Zábešťní Lhota" im 19. Jahrhundert. Seit den 1920er Jahren ist die heutige Schreibung gebräuchlich.
Ab 1447 war das Dorf an die Herrschaft Čekyně angeschlossen. In jenem Jahre verkauften die vier Töchter des Diviš von Čekyně die Herrschaft mit den Dörfern Jurkov (Jurkova Lhota), Kokory, Lhotka Zábeštní (Zábeštní Lhota), Lhotka Hřivínova (Lhotka) und dem Freihof Vinary an Jan Mukař von Kokor. Nach dessen Tode erbten die Brüder Vilém, Kuneš und Jan von Vrchlabí den Besitz. Das Geschlecht nannte sich nach dem bischöflichen Mannslehn Kurovice ab 1507 Kurovský von Vrchlabí. Kunata Kurovský verkaufte 1579 den Hof und das Dorf Penčice einschließlich Vinary, Radvanice, Zábeštní Lhota und dem wüsten Dorf Sedlec an Otík von Penčice. Kunatas Neffe und Erbe Havel Kurovský auf Kvasice erwarb 1591 Zábeštní Lhota und Radvanice zurück und ließ es an der Landtafel einschreiben. Wenig später erwarb es Joachim Haugwitz von Biskupitz von Joachim Pivec von Hratschein und Klimstein, ihm folgten Jan Jiří von Rychmburk und Bernhard Wenzel Brabanski von Chobrzan. Brabanskis Söhne verkauften Zábeštní Lhota 1660 an die Besitzerin des Freihofes Lazníčky, Eva Halčinovská von Halčinov. Von deren Sohn Vojtěch erwarb 1691 Anna Katharina Freifrau Volčinská den Ort. Drei Jahre später erfolgte der Verkauf an Karl Freiherr von Cerboni. Dieser ließ am Dorfplatz eine Kapelle errichten. 1699 kaufte Maria Theresia, verwitwete zu Windisch-Graetz auf Trautmannsdorf Zábeštní Lhota zusammen mit Přerov und Čekyně für ihren Sohn Leopold. Vor 1848 entstand in Zábeštní Lhota eine Familiantensiedlung, die einen eigenen Ortsteil bildete.
Nach der Aufhebung der Patrimonialherrschaften bildete Zábeštní Lhota ab 1850 eine Gemeinde im Bezirk Kroměříž. 1880 erfolgte die Zuordnung zum Bezirk Přerov. Ab 1881 begann der Anbau von Hopfen. Zwischen 1984 und 1990 war der Ort nach Prosenice eingemeindet.

## Gemeindegliederung
Für die Gemeinde Zábeštní Lhota sind keine Ortsteile ausgewiesen.

## Sehenswürdigkeiten
- Kapelle Mariä Himmelfahrt, errichtet 1842 anstelle eines Vorgängerbaus aus dem 17. Jahrhundert
- 250–300-jährige denkmalgeschützte Sommerlinde mit einer Höhe von 25 m